# Râul Chișcanu
Râul Chișcanu este un curs de apă, afluent al râului Ramura Mică. 